# Lista de prefeitos de Dourados
Esta é a lista de intendentes-gerais e prefeitos do município de Dourados, estado brasileiro do Mato Grosso do Sul.
| Nº                                                    | Nome                                                                           | Imagem                            | Partido                                          | Início do mandato       | Fim do mandato                                               | Observações |
| Segunda e Terceira República — Era Vargas (1930–1945) |                                                                                |                                   |                                                  |                         |                                                              | |
| 1                                                     | João Vicente Ferreira (Santana de Paranaíba, 12.02.1875 –Dourados, 10.12.1953) |                                   | Partido Progressista PP                          | 20 de dezembro de 1935  | 18 de novembro de 1937                                       | Prefeito nomeado pelo Governador do Estado                                                                                   |
| 2                                                     | Álvaro Brandão (Lagoa Vermelha, 08.07.1880– Ponta Porã, 30.05.1943)            |                                   | Partido Republicano Progressista PRP             | 19 de novembro de 1937  | 3 de fevereiro de 1943                                       | Prefeito nomeado pelo Governador do Estado                                                                                   |
| 3                                                     | Horácio Vicente de Almeida (Dourados, 03.08.1909–19??)                         |                                   | Partido Republicano Progressista PRP             | 4 de fevereiro de 1943  | 2 de março de 1945                                           | Prefeito nomeado pelo Governador do Estado                                                                                   |
| Quarta República (1945–1964)                          |                                                                                |                                   |                                                  |                         |                                                              | |
| 4                                                     | João Augusto Capilé Júnior (Rio Brilhante, 01.04.1916– Cuiabá, 02.06.2015)     |                                   | Partido Progressista PP                          | 3 de março de 1945      | 2 de fevereiro de 1947                                       | Prefeito nomeado pelo Governador do Estado                                                                                   |
| 5                                                     | Rui Gomes (Itaqui, 06.06.1920– Dourados, 03.10.1973)                           |                                   | Partido Social Democrático PSD                   | 3 de fevereiro de 1947  | 30 de janeiro de 1948                                        | Prefeito nomeado pelo Governador do Estado                                                                                   |
| 6                                                     | Antônio da Costa Carvalho (Guarabira, 27.05.1900– Dourados, 24.05.1988)        |                                   | Partido Social Progressista PSP                  | 31 de janeiro de 1948   | 30 de janeiro de 1951                                        | Prefeito eleito em sufrágio universal                                                                                        |
| 7                                                     | Nelson de Araújo (Juiz de Fora, 07.07.1905– Rio de Janeiro, 06.1966)           |                                   | União Democrática Nacional UDN                   | 31 de janeiro de 1951   | 30 de janeiro de 1955                                        | Prefeito eleito em sufrágio universal                                                                                        |
| 8                                                     | Antônio Morais dos Santos (Prata, 12.10.1922– Campo Grande, 11.12.2013)        |                                   | União Democrática Nacional UDN                   | 31 de janeiro de 1955   | 30 de janeiro de 1959                                        | Prefeito eleito em sufrágio universal                                                                                        |
| 9                                                     | Vivaldi de Oliveira (Andradas, 11.10.1924– Dourados, 03.04.2010)               |                                   | Partido Trabalhista Brasileiro PTB               | 31 de janeiro de 1959   | 3 de janeiro de 1963                                         | Prefeito eleito em sufrágio universal, posteriormente renunciou o mandato para assumir uma cadeira na Assembléia Legislativa |
| 10                                                    | Jonas Francisco Dourado (Penha, 18.01.1923– Dourados, 26.06.2001)              |                                   | Partido Social Democrático PSD                   | 4 de janeiro de 1963    | 30 de janeiro de 1963                                        | Vice-prefeito eleito no cargo de titular                                                                                     |
| 11                                                    | Napoleão Francisco de Souza (Caratinga, 09.03.1922– Dourados, 25.02.1985)      |                                   | Partido Trabalhista Brasileiro PTB               | 31 de janeiro de 1963   | 30 de janeiro de 1967                                        | Prefeito eleito em sufrágio universal                                                                                        |
| Quinta República (1964–1985)                          |                                                                                |                                   |                                                  |                         |                                                              | |
| 12                                                    | João Totó da Câmara (Dourados, 16.04.1929– Campo Grande, 20.03.2012)           |                                   | Aliança Renovadora Nacional ARENA                | 31 de janeiro de 1967   | 30 de janeiro de 1971                                        | Prefeito eleito em sufrágio universal                                                                                        |
| 13                                                    | Jorge Antônio Salomão (Porto Alegre, 06.12.1916– Dourados, 02.05.2004)         |                                   | Aliança Renovadora Nacional ARENA                | 31 de janeiro de 1971   | 30 de janeiro de 1973                                        | Prefeito eleito em sufrágio universal                                                                                        |
| 14                                                    | João Totó da Câmara (Dourados, 16.04.1929– Campo Grande, 20.03.2012)           |                                   | Aliança Renovadora Nacional ARENA                | 31 de janeiro de 1973   | 31 de janeiro de 1977                                        | Prefeito eleito em sufrágio universal                                                                                        |
| 15                                                    | José Elias Moreira (Poços de Caldas, 20.07.1940–)                              |                                   | Partido Democrático Social PDS                   | 1° de fevereiro de 1977 | 14 de maio de 1982                                           | Prefeito eleito em sufrágio universal, posteriormente renunciou para disputar o Governo do Estado                            |
| 16                                                    | José Cerveira (Rio Brilhante, 01.02.1921– Dourados, 30.04.2001)                |                                   | Partido Democrático Social PDS                   | 14 de maio de 1982      | 14 de março de 1983                                          | Vice-prefeito eleito no cargo de titular                                                                                     |
| Sexta República, ou Nova República (1985–presente)    |                                                                                |                                   |                                                  |                         |                                                              | |
| 17                                                    | Luiz Antônio Álvares Gonçalves (São Paulo, 27.10.1946– Curitiba, 19.05.2008)   |                                   | Partido Democrático Social PDS                   | 15 de março de 1983     | 31 de dezembro de 1988                                       | Prefeito eleito em sufrágio universal nas eleições de 1982                                                                   |
| 18                                                    | Antônio Braz Genelhu de Melo (Dourados, 04.05.1947–)                           |                                   | Partido do Movimento Democrático Brasileiro PMDB | 1° de janeiro de 1989   | 31 de dezembro de 1992                                       | Prefeito eleito em sufrágio universal nas eleições de 1988                                                                   |
| 19                                                    | Humberto Teixeira (Guanambi, 14.09.1938– Dourados, 21.01.2021)                 |                                   | Partido da Reconstrução Nacional PRN             | 1° de janeiro de 1993   | 31 de dezembro de 1996                                       | Prefeito eleito em sufrágio universal nas eleições de 1992                                                                   |
| 20                                                    | Antônio Braz Genelhu de Melo (Dourados, 04.05.1947–)                           |                                   | Partido do Movimento Democrático Brasileiro PMDB | 1° de janeiro de 1997   | 31 de dezembro de 2000                                       | Prefeito eleito em sufrágio universal nas eleições de 1996                                                                   |
| 21                                                    | Laerte Tetila (Santo Anastácio, 07.07.1947–)                                   |                                   | Partido dos Trabalhadores PT                     | 1° de janeiro de 2001   | 31 de dezembro de 2004                                       | Prefeito eleito em sufrágio universal nas eleições de 2000                                                                   |
| 21                                                    | Laerte Tetila (Santo Anastácio, 07.07.1947–)                                   | 1° de janeiro de 2005             | Partido dos Trabalhadores PT                     | 31 de dezembro de 2008  | Prefeito reeleito em sufrágio universal nas eleições de 2004 | |
| 21                                                    | Ari Valdecir Artuzi (São Valentim, 14.05.1963–)                                |                                   | Partido Democrático Trabalhista PDT              | 1° de janeiro de 2009   | 3 de setembro de 2010                                        | Prefeito eleito em sufrágio universal nas eleições de 2008                                                                   |
| —                                                     | Eduardo Machado Rocha (Dourados, 19.05.1953–)                                  |                                   | Sem partido                                      | 4 de setembro de 2010   | 7 de outubro de 2010                                         | Juiz interventor nomeado prefeito interino                                                                                   |
| —                                                     | Délia Godoy Razuk (Ponta Porã, 02.12.1955–)                                    |                                   | Partido do Movimento Democrático Brasileiro PMDB | 7 de outubro de 2010    | 22 de fevereiro de 2011                                      | Presidente da Câmara no cargo interinamente                                                                                  |
| 22                                                    | Murilo Zauith (Barretos, 17.07.1950–)                                          |                                   | Democratas DEM                                   | 23 de fevereiro de 2011 | 31 de dezembro de 2012                                       | Prefeito eleito em sufrágio suplementar nas eleições de 2011                                                                 |
| 22                                                    | Murilo Zauith (Barretos, 17.07.1950–)                                          | Partido Socialista Brasileiro PSB | 1° de janeiro de 2013                            | 31 de dezembro de 2016  | Prefeito reeleito em sufrágio universal nas eleições de 2012 | |
| 23                                                    | Délia Godoy Razuk (Ponta Porã, 02.12.1955–)                                    |                                   | Partido da República PR                          | 1° de janeiro de 2017   | 31 de dezembro de 2020                                       | Prefeita eleita em sufrágio universal nas eleições de 2016                                                                   |
| 24                                                    | Alan Aquino Guedes de Mendonça (Dourados, 25.12.1985–)                         |                                   | Progressistas PP                                 | 1° de janeiro de 2021   | 31 de dezembro de 2024                                       | Prefeito eleito em sufrágio universal nas eleições de 2020                                                                   |
| 25                                                    | Marçal Gonçalves Leite Filho (Dourados, 14.10.1964–)                           |                                   | Partido da Social Democracia Brasileira PSDB     | 1° de janeiro de 2025   | Atualidade                                                   | Prefeito eleito em sufrágio universal                                                                                        |